# Vera Glagoleva
Vera Vitalievna Glagoleva (en ruso, Вера Витальевна Глаголева; Moscú, 31 de enero de 1956-16 de agosto de 2017) fue una actriz, directora de cine y guionista rusa.
Glagoleva debutó en el cine en 1975 después de graduarse en el instituto. Fue conocida especialmente por papeles en melodramas y comedias románticas, particularmente en los films Na kray sveta, Vyyti zamuzh za kapitana, Bednaya Sasha o Zhenshchin obizhat ne rekomenduetsya. Como directora, hizo su debut en 1990. En 2014, su film Mesyats v derevne contó con Ralph Fiennes encabezando el reparto. Glagoleva recibió el galardón de Artista del Pueblo de la Federación Rusa en 2011.

## Vida privada
Glagoleva se casó en primeras nupcias con el actor Rodion Nakhapetov, matrimonio que duró entre 1974 y 1988. La pareja tuvo dos hijos. Posteriormente, se casó con el empresario Kirill Shubsky.
Glagoleva murió en un hospital de Germany el 16 de agosto de 2017 de un cáncer de estómago.